# Landesregierung Winsauer
Die Landesregierung Winsauer bildete die Vorarlberger Landesregierung in der XV. Gesetzgebungsperiode des Vorarlberger Landtags. Die Landesregierung amtierte dabei von der Ernennung von Ernst Winsauer zum Vorarlberger Landeshauptmann am 24. Juli 1934 durch Bundeskanzler Engelbert Dollfuß bis zur Machtübernahme der Nationalsozialisten am 12. März 1938.
Zur einzigen Änderung in der Zusammensetzung der Landesregierung kam es 1936, als Franz Unterberger aus der Landesregierung ausschied und durch Adolf Hämmerle ersetzt wurde.

## Regierungsmitglieder
| Amt                                                     | Name              | Ressorts                                                           |
| ------------------------------------------------------- | ----------------- | ------------------------------------------------------------------ |
| Landeshauptmann                                         | Ernst Winsauer    | Präsidiale, Landwirtschaft                                         |
| Landesstatthalter                                       | Alfons Troll      | Jagd, Fischereiwesen, Straßenwesen                                 |
| Landesrat                                               | Georg Böhler      | Gesundheits- und Sanitätswesen, Wohnbauförderung                   |
| Landesrat ab 1. Februar 1936                            | Adolf Hämmerle    | Gewerbeanlagen, Arbeitslosenfürsorge, Zollwesen                    |
| Landesrat                                               | Toni Ulmer        |                                                                    |
| Landesrat                                               | Adolf Vögel       | Landwirtschaft, Landeskultur und ab 24. Juni 1934 auch Finanzwesen |
| Vorzeitig ausgeschiedene Mitglieder der Landesregierung |                   |                                                                    |
| Landesrat bis 31. Jänner 1936                           | Franz Unterberger | Handel, Gewerbe und Industrie                                      |